# Hymenophyllum alishanense
Hymenophyllum alishanense är en hinnbräkenväxtart som beskrevs av Devol. Hymenophyllum alishanense ingår i släktet Hymenophyllum och familjen Hymenophyllaceae. Inga underarter finns listade.